# 看守領隊
在足球裡，看守領隊或暫代領隊是指暫時性負責球會事務的人，通常當現任領隊被辭退或轉投他隊時暫時取代其職務。當現任領隊因生病或其他原因而無法履行職務時，亦可任命看守領隊處理其職務。看守領隊通常是經會內的簡短通知而被任命，多數都是由資歷較高的教練或具豐富經驗的球員擔任。
一些著名的例子包括：曾經在阿仙奴長期擔任助理領隊的史超活·侯斯頓（Stewart Houston），他在1994-95年賽季中期佐治·格拉咸突然被辭退後開始擔當看守領隊，帶領球會在1995年闖入歐洲盃賽冠軍盃決賽。董事特雷弗·布魯金（Trevor Brooking）在韋斯咸領隊格連·路達於2002-03年賽季病倒後被任命為看守領隊，然後又在2003-04年賽季初路達被辭退後再次擔任看守領隊。
如果看守領隊在在任期間表現出色，可能會被聘任為正規領隊。
像在2006年，紐卡素的桑拿士被辭退後，格連·路達擔任看守領隊，其後更被聘任為領隊。在2006年的挪威有一個著名的例子，洛辛堡領隊賀模（Per-Mathias Høgmo）宣佈因健康理由而將在季中缺席。當時，洛辛堡在聯賽榜上以10分差距落後榜首球隊白蘭恩，賀模的副手克努特·圖倫姆（Knut Tørum）臨時上任，帶領球隊以後來居上之勢反壓白蘭恩，提前一輪奪標。賀模在洛辛堡奪標的兩天後宣佈辭職，賽季結束後，圖倫姆獲委任為領隊。
2007年11月，辛迪·史超活（Sandy Stewart）帶領聖莊士東（St. Johnstone F.C.）在蘇格蘭聯賽挑戰盃決賽中獲勝，這是他作為看守領隊唯一一場負責指揮的比賽。
2012年4月18日，車路士看守領隊迪馬堤奧在歐冠四強首回合主場以1比0，擊敗巴塞隆拿足球會。及後更在次回合在大部份時間小打一人的情況下以2比2逼和巴塞隆拿晉級決賽。2012年5月6日，帶領車路士奪得2011-12年度足總盃冠軍。5月19日，他以看守領隊的身份帶領車路士遠征慕尼黑安聯球場，挑戰東道主拜仁慕尼黑，出戰球隊歷史上第二個歐冠決賽。結果雙方戰罷百二分鐘，仍未分勝負，終於要以互射十二碼定勝。車路士在首先射失的劣勢下，卻奇蹟地在最後兩輪逆轉，終以 4:3 （總比分 5:4）獲勝，奪下球隊首個歐洲冠軍，迪馬堤奧旋即成為球隊英雄，亦成為首位以看守領隊身份奪得歐冠的領隊。6月13日，他正式成為車路士被聘任為正規領隊。但在同年11月21日，迪馬堤奧因球隊陷入小低潮被閃電革職，由名帥賓尼迪斯再次出任暫代領隊到季尾。